# NGC 6027d
NGC 6027d هي مجرة حلزونية ضلعية وجزء من سداسية زايفرت. وهي مجموعة مجرية صغيرة تقع في الحية.
لا تتفاعل NGC 6027d مع المجرات الأخرى في العنقود ولكن في الخلفية وصادف وجودها على نفس خط الأفق. تبعد مايقرب من 700 مليون سنة ضوئية ويعتقد أنها كبيرة الحجم جدا .

## وصلات خارجية
- NGC 6027d على موقع ويكي سكاي: DSS2, SDSS, GALEX, IRAS, Hydrogen α, X-Ray, Astrophoto, Sky Map, Articles and images